# ヴァンクアン県

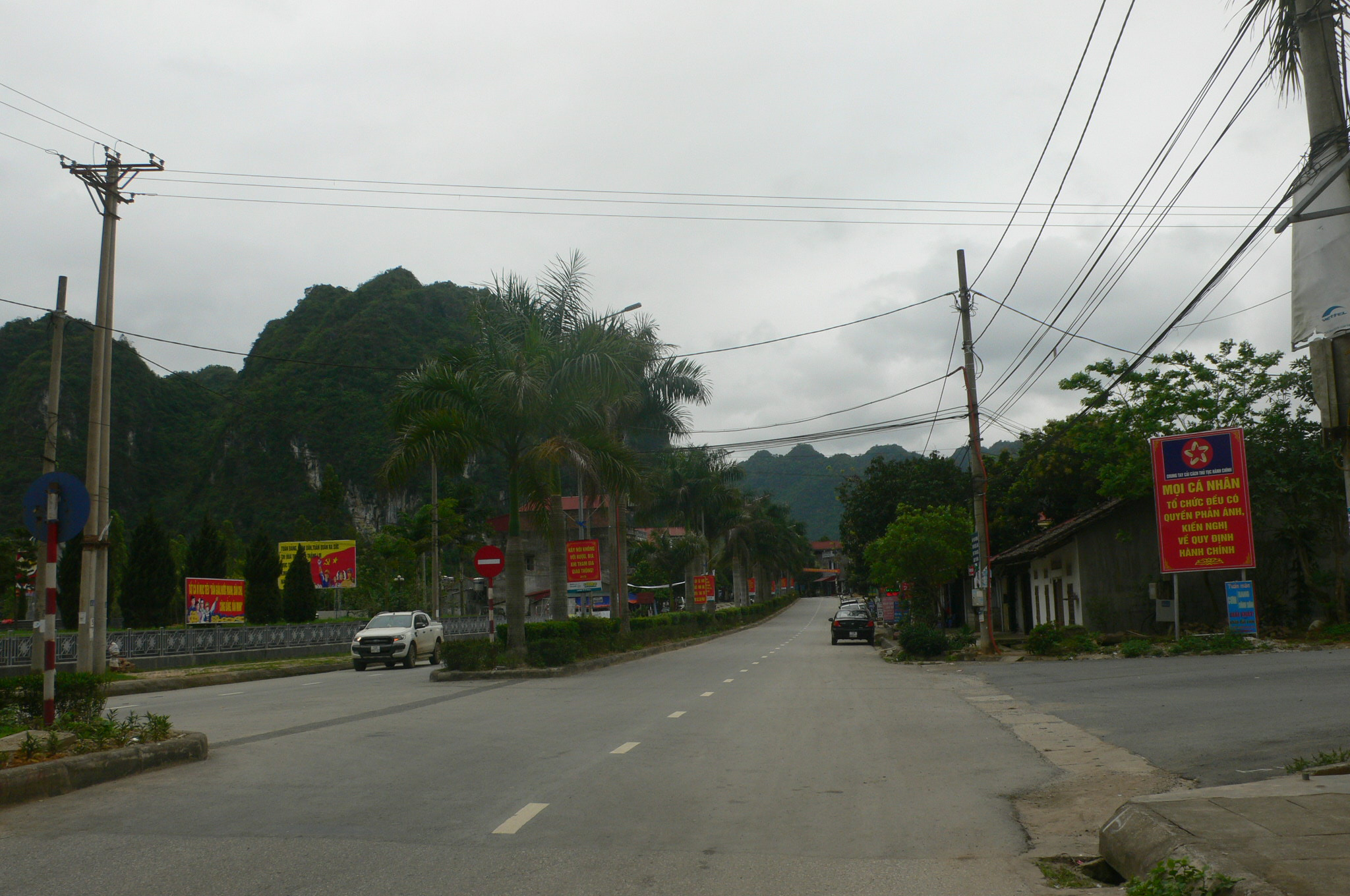

ヴァンクアン県（ヴァンクアンけん、ベトナム語：Huyện Văn Quan / 縣文關?）は、ベトナム社会主義共和国ランソン省の県である。面積は559km²、人口は57,040人（2018年）である。